# Rochas
Pour les articles homonymes, voir Rochas (homonymie).
Rochas est une marque de parfums et de couture fondée en 1925 par le français Marcel Rochas. La marque appartient actuellement à l'entreprise française Interparfums  cotée en bourse.

## Histoire
Marcel Rochas crée sa maison de couture en 1925 au 100 rue du Faubourg-Saint-Honoré. La maison déménage en 1933 au 12 avenue Matignon. Marcel Rochas connaît alors un succès indiscutable auprès d'une clientèle internationale (Mae West, Marlène Dietrich, Joan Crawford, la duchesse de Windsor, Leonor Fini…). Après plusieurs voyages à Hollywood (en 1934 notamment), où il fut attiré par l'univers du cinéma et un souhait de connaître la clientèle américaine, il ouvre une boutique à New York, en 1937, mais qui fermera l'année suivante sur décision judiciaire.
Au début des années 1940, il rencontre sa troisième et dernière épouse, Hélène Rochas, qui devient sa muse et à qui il va dédier le parfum le plus emblématique de la maison, Femme, créé par Edmond Roudnitska et lancé en 1944. À partir des années 1940, alors que la mode revient à une féminité plus évidente, apparaissent certains des codes les plus forts du style Rochas : la dentelle Chantilly noire, le tulle, les courbes féminines. Des codes que résume admirablement la création de la guêpière au milieu de la décennie. 
A la disparition de Marcel Rochas en 1955, son épouse Hélène prend la tête des Parfums Rochas. Durant les années 1960, 1970 et 1980, sous son impulsion la maison prend une ampleur internationale avec les succès, entre autres, de Madame Rochas (créé par Guy Robert en 1960), Eau de Rochas (1970), Audace (1972) ou Lumière (1984), ces trois dernières fragrances ayant été créées par le parfumeur de la maison, Nicolas Mamounas. À l'appui de cette réussite est inauguré en 1969 à Poissy un centre de production très moderne.
En 1980, la maison Rochas renoue avec l'activité mode, en lançant une ligne d'accessoires, « Les Signes de Rochas », ainsi qu'une ligne de cosmétiques dont le design est dû à Gae Aulenti.
En 1987, Rochas intègre le groupe allemand Wella. Cette même année, le parfumeur Nicolas Mamoumas crée le parfum Byzance.
En 1989, Rochas fait appel au styliste irlandais Peter O'Brian pour la création d'une ligne de prêt-à-porter. Parallèlement, les bijoux et accessoires sont dessinés par le designer français Christian Astuguevieille.
Le 12 octobre 1993 est rendu l'arrêt Rochas concernant une affaire de contrefaçons de parfums. Cet arrêt annule la responsabilité d'un salarié qui dans le cadre prévu par son contrat de travail cause un dommage à autrui lorsqu'une faute personnelle n'est pas retenue.
En novembre 2002, Olivier Theyskens est nommé directeur artistique de la maison jusqu'en 2006. En 2003, le groupe Wella et par conséquent la maison Rochas, sont rachetés par le groupe américain Procter & Gamble.
À partir de 2008, le parfumeur-compositeur Jean-Michel Duriez élabore les créations olfactives de la maison (Eau Sensuelle, Eau de Rochas fraîche, Les Cascades de Rochas Eclat d'agrumes et Songe d'Iris, puis Secret de Rochas) tandis que le styliste italien Marco Zanini signe les collections de prêt-à-porter Rochas. Depuis l'automne 2013, ce rôle est assuré par le styliste italien Alessandro Dell'Acqua.
En 2015, Interparfums acquiert la marque Rochas alors sous pavillon de Procter & Gamble.
Début 2020, Alessandro Dell’Acqua quitte Rochas. Le 8 février 2021, Charles de Vilmorin est nommé directeur artistique de Rochas. Il évoque le fait que Rochas est une marque qui lui « tient à cœur de par son histoire qui se croise avec celle de [sa] famille » : il est le petit-neveu de Louise de Vilmorin, amie de Hélène Rochas. Philippe Bénacin (PDG d'Interparfums) parle dans un communiqué de cette nomination comme d'un « souffle nouveau » participant au renouveau de la marque.

## En France
Le site de Poissy est le pôle de l'activité parfums en France et assure différentes fonctions : une fonction de production, une fonction de siège de l'activité de Procter & Gamble pour le marché français, et une fonction de plateforme de services pour les clients. 
Le site emploie environ 400 personnes, gère des lancements stratégiques et différents projets pour des groupes tels que Escada, Gucci et Rochas.
En octobre 2011, Procter & Gamble projette de vendre le site en raison d'une « surcapacité industrielle », le repreneur envisage de supprimer 46 postes dans le pôle production sur les 208 emplois que compte le site. Le 1er octobre 2012, le site est vendu à la société française Fareva.